# جزر صغير الظل
جزر صغير الظل (الاسم العلمي:Daucus microscias) هو نوع من النباتات يتبع جنس الجزر من الفصيلة الخيمية.